# Michael Jackson (Autor)

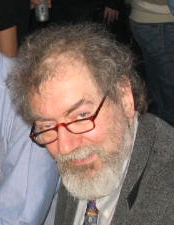
Michael Jackson (2004)

Michael Jackson (* 27. März 1942 in Wetherby, West Yorkshire, England; † 30. August 2007 in London) war ein britischer Experte im Bereich der Bier- und Whiskyverkostung (Degustation) und Autor verschiedener Standardwerke zum Thema.

## Leben
1994 erhielt er die Glenfiddich Trophy. Im Jahr 2006 wurde bekannt, dass Jackson an der Parkinsonschen Krankheit litt.
Jackson hatte im englischen Sprachraum großen Einfluss auf die Kategorisierung von Biersorten, vor allem sein 1977 erschienenes Buch The World Guide to Beer setzte hier neue Standards.
Sein Spitzname war Beerhunter (Englisch für „Bierjäger“ und ein Wortspiel mit deerhunter, „Hirsch- oder Rehjäger“).
Michael Jackson starb an einem Herzinfarkt in seiner Wohnung in London.

## Werke
- The World Guide to Beer. 1977
- The World Guide to Whisky. 1987
- Biergenuss. 6. Auflage, Ars Edition, 1999, ISBN 3-7607-3077-9
- Complete Guide to Single Malt Scotch. 1999, ISBN 0-7624-0731-X
- The Running Press Pocket Guide to Beer: The Connoisseur’s Companion to More Than 2,000 Beers of the World. 2000, ISBN 0-7624-0885-5
- Great Beer Guide. 2000, ISBN 0-7513-0813-7
- Bierlexikon. 2001, ISBN 978-3-8310-9008-2
- Great Beers of Belgium. 2001, ISBN 1-85375-464-1
- Schottland und seine Whiskys Hallwag, München 2001, ISBN 978-3-7742-0048-7
- Michael Jackson’s Malt Whisky Companion. 5. Auflage, Dorling Kindersley, 2004, ISBN 3-283-00480-3
- Whisky. Die Marken und Destillerien der Welt. Dorling Kindersley, 2005, ISBN 978-3-8310-0764-6
- Biere der Welt – Herausgegeben von Michael Jackson. Dorling Kindersley, 2007, ISBN 978-3-8310-1301-2
- Malt Whisky. Das Standardwerk. Vollständige Neuausgabe, Dorling Kindersley, München 2016, ISBN 978-3-8310-3009-5